# 利特尼揚卡河

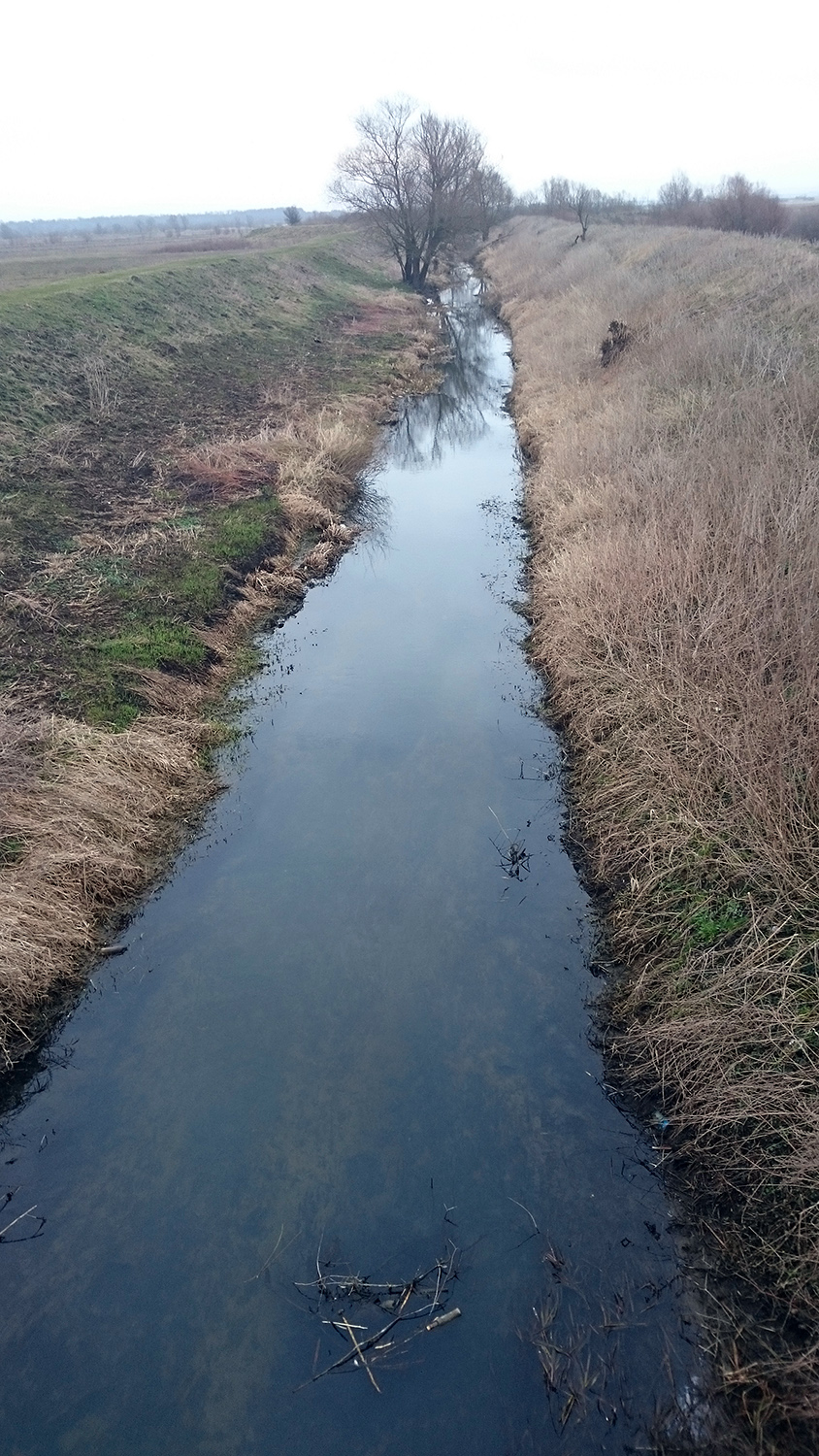
利特尼揚卡河

利特尼揚卡河（烏克蘭語：Літнянка），是烏克蘭西部的河流，屬於德涅斯特河的右支流。該河流經利維夫州的德羅霍貝奇區和斯特雷區，河道全長34公里，流域面積122平方公里。